# Dntel
James Tamborello, mer känd under namnet Dntel, är en amerikansk musiker.
Han var en del av duon The Postal Service tillsammans med Ben Gibbard.

## Diskografi

### Studioalbum
- 1999 – Early Works for Me If It Works for You
- 2001 – Something Always Goes Wrong
- 2001 – Life Is Full of Possibilities
- 2007 – Dumb Luck
- 2010 – Early Works, Later Versions
- 2012 – Aimlessness

### EP
- 2001 – Anywhere Anyone

### Singlar
- 2002 – (This Is) The Dream of Evan and Chan
- 2006 – Rock My Boat/Everything's Tricks